# Beigebandad dvärgtyrann
Beigebandad dvärgtyrann (Mecocerculus hellmayri) är en fågel i familjen tyranner inom ordningen tättingar.

## Utbredning och systematik
Fågeln förekommer på Andernas östsluttning i södra Peru (Puno) till västra Bolivia och nordvästra Argentina.

## Status
Arten har ett stort utbredningsområde och beståndet anses vara stabilt. Internationella naturvårdsunionen IUCN listar den därför som livskraftig (LC).

## Namn
Fågelns vetenskapliga artnamn hedrar den österrikisk-amerikanska ornitologen Carl Eduard Hellmayr (1878-1944).